# 過海隧道巴士H1線
城巴H1線及城巴H2線是香港觀光城巴為品牌的觀光巴士路線。
H1線「懷舊之旅」（Heritage Route），由中環天星碼頭前往尖沙咀（漢口道），途經交易廣場、西港城、荷李活道、文武廟、中區警署、銅鑼灣、灣仔、金紫荊廣場、紅磡海底隧道、佐敦道、尖沙咀。
H2線「文化之旅」（Cultural Route），前稱「動感之旅」（Metropolis Route）和「夜景之旅」（Night Scene Route）；由尖沙咀（漢口道）前往中環天星碼頭，前身為H1線的夜間班次，途經油麻地、旺角、西九文化區及會議展覽中心。
開頂巴士是由城巴外判海威公司製作開頂巴士

## 簡介及歷史
本線於2009-2010年度的巴士路線發展計劃內獲建議開辦。
- 2009年10月18日，本線與H2線開辦。[2]
- 2014年12月13日，與H2線合併為單一循環線，並延伸行車路線至九龍半島，覆蓋尖沙咀及佐敦。同時不再行經堅道、薄扶林道及德輔道西等路段。全程收費增至$33.0，以及一日票收費增至$200。[3]
- 2016年6月18日：取消循環運作。
- 2017年10月21日：由中環（天星碼頭）開出之尾班車時間提早至16:30，由漢口道開出之尾班車時間提早至19:15，以配合H2線投入服務，並取消博覽道「香港回歸祖國紀念碑」及佐敦道「炮台街」站。[4]
  - H1A線投入服務，取代H1線原有10:30由中環（天星碼頭）開出的班次。[5]
- 2019年1月20日：新巴加價，單程收費$35.2、來回程收費$70.4；而全日票收費維持$200不變。
- 2019年3月30日：作出以下改動：[6]
  - H1線往尖沙咀方向，抵達康莊道（北行）後調頭，改經康莊道（南行）、梳士巴利道及九龍公園徑返回廣東道；新增梳士巴利道「永安廣場」及「尖東站」站，並取消佐敦道「吳松街」站。
  - H1、H1A及H2線往尖沙咀方向取消會議道「灣仔碼頭」及廣東道「新港中心」站。
  - H1及H2線往中環方向，取消告士打道「百德新街」站。
  - H2線更改服務時間17:30-20:00（中環開）及19:45-20:45（尖沙咀開）。
- 2019年7月27日：H1和H2線作出以下改動：[7]
  - H1線往尖沙咀方向：
    - 於抵達金鐘道後，改經添馬街、德立街、金鐘（西）巴士總站、紅棉路，然後返回夏慤道原路；及抵達梳士巴利道後，經天星碼頭，然後返回梳士巴利道。
    - 新增「金鐘（西）巴士總站」、梳士巴利道「香港文化中心」及「尖沙咀（天星碼頭）」站。
    - 取消皇后街「皇后街」、雲咸街「雲咸街」、雪廠街「泄蘭街」、夏慤道「政府總部」及廣東道「北京道」站。

  - H1線往中環方向：
    - 於抵達中間道後，改經九龍公園徑、廣東道後，然後返回梳士巴利道原線。
    - 新增廣東道「北京道」站。
    - 取消漆咸道南「麼地道」、漆咸道南「加連威老道」、禮頓道「禮頓中心」、軒尼詩道「北海中心」及金鐘道「太古廣場」站。

  - H1A往尖沙咀方向：
    - 美利道後，改經金鐘道、添馬街、德立街、金鐘西總站、紅棉路，然後返回夏慤道原路；及廣東道後，改經九龍公園徑，然後返回梳士巴利道原線。
    - 新增「金鐘（西）巴士總站」站。
    - 取消金鐘道「金鐘站」、彌敦道「九龍中央郵政局」、上海街「朗豪坊」、上海街「永星里」及廣東道「北京道」站。

  - H2線往尖沙咀方向：
    - 抵佐敦道後，改經廣東道、九龍公園徑，然後返回梳士巴利道原線。
    - 取消彌敦道「九龍中央郵政局」及廣東道「北京道」站。

  - H2線往中環方向：
    - 抵中間道後，改經九龍公園徑、廣東道後，然後返回梳士巴利道原線。
    - 新增廣東道「北京道」及彌敦道「雅蘭中心」站。
    - 取消彌敦道「九龍中央郵政局」、上海街「朗豪坊」、上海街「永星里」、禮頓道「禮頓中心」、軒尼詩道「北海中心」及金鐘道「太古廣場」站。
- 2020年1月13日：由於反修例運動引致客量下跌，H1及H2線往中環方向駛至軒尼詩道後，改經杜老誌道、告士打道、夏慤道，返回干諾道中及原有路線，並取消軒尼詩道「修頓球場」及花園道「聖約翰座堂」站，而H1A線則取消服務，同時班次由每隔30分鐘一班調整至60分鐘一班。[8]。
- 2020年2月17日，受疫情影響引致乘客量下降，H1和H2線暫停服務。[9]
  - 隨後H1線由10月1日至11月22日恢復星期六、日及公眾假期之服務，H2線只於10月1日至4日提供服務。[10]
- 2020年11月28日，受本港疫情反彈，H1線再次暫停服務。
- 2021年4月4日：新巴加價，單程收費$38.4、來回程收費$76.8；而全日票收費$200維持不變。
- 2021年5月1日：恢復星期一至五來回各三班服務，以及星期六、日及公眾假期之服務；H2線恢復星期六、日及公眾假期之服務。[11]惟星期一至五服務於同年6月1日起再次暫停。[12]
- 2021年10月9日：星期六班次臨時削減至90分鐘一班。[13]，惟於2022年8月14日起恢復正常班次。
- 2022年8月15日：H2線往中環方向位於彌敦道之「雅蘭中心」站遷往「奶路臣街」站。
- 2023年1月13日，H1和H2線作出以下改動[14]：
  - H1線往尖沙咀方向改經皇后大道東、摩理臣山道、禮頓道、邊寧頓街、怡和街、軒尼詩道及菲林明道，不再途經添馬街、夏慤道、紅棉路支路、夏愨道、添美道、立法會道、龍和道及博覽道；
  - 兩線往中環方向改經柯士甸道西、西九文化區及港灣道，不再途經波斯富街、軒尼詩道、告士打道、夏慤道及干諾道中；
  - 兩線來回方向於海底隧道收費廣場增設分站；
  - H2線取消往尖沙咀方向服務；H1線中環（天星碼頭）開出時間為星期六、日及公眾假期 11:00 - 19:00；尖沙咀（漢口道）開出時間為星期六、日及公眾假期12:30 - 17:30；H2線尖沙咀（漢口道）開出時間為星期六、日及公眾假期18:30 - 20:30。
- 2023年5月2日，H1和H2線恢復星期一至五服務。H1中環碼頭開出時間為18:00和19:00；H2線尖沙咀半島酒店開出時間為19:30和20:30。[15]
- 2023年7月1日：因應新巴城巴合併，本線改由城巴經營。
- 2023年7月3日：H1及H2線加強星期一至五服務[16]：
  - H1線恢復由尖沙咀往中環方向之服務，尖沙咀半島酒店開出時間為15:30及16:30；由中環往尖沙咀之服務時間為14:00至19:00。
  - H2線星期一至五由尖沙咀至中環服務時間為17:30至20:30。
- 2023年9月27日：H1線往尖沙咀方向增停鴻興道「灣仔海濱長廊」站。
- 2023年11月2日：為配合H2K線開辦，H2線由「夜景之旅」（Night Scene Route）改稱為「文化之旅」（Cultural Route）。同時H1線暫停往中環方向服務；H2線暫停往尖沙咀方向服務，並於2025年8月4日正式取消。
- 2024年7月10日：城巴成立45周年，開辦特別線H1© 遊歷派對，讓市民及遊客一同重回80年代，回望城巴過去45年走過的重要足跡，亦回顧昔日發展中的香港。[17][18]

## 服務時間（詳細班次）
H1
| 中環（天星碼頭）開 | 中環（天星碼頭）開 | 中環（天星碼頭）開 | 中環（天星碼頭）開 | 中環（天星碼頭）開 | 中環（天星碼頭）開 | 中環（天星碼頭）開 | 中環（天星碼頭）開 | 中環（天星碼頭）開 | 中環（天星碼頭）開 | 中環（天星碼頭）開 | 中環（天星碼頭）開 | 中環（天星碼頭）開 | 中環（天星碼頭）開 |
| ------------------ | ------------------ | ------------------ | ------------------ | ------------------ | ------------------ | ------------------ | ------------------ | ------------------ | ------------------ | ------------------ | ------------------ | ------------------ | ------------------ |
| 11:00              | 11:30              | 12:00              | 12:30              | 13:00              | 13:30              | 14:00              | 14:30              | 15:00              | 16:00              | 16:30              | 17:00              | 17:30              | 18:00              |

H2
| H2線尖沙咀（漢口道）開 | H2線尖沙咀（漢口道）開 | H2線尖沙咀（漢口道）開 | H2線尖沙咀（漢口道）開 | H2線尖沙咀（漢口道）開 | H2線尖沙咀（漢口道）開 | H2線尖沙咀（漢口道）開 | H2線尖沙咀（漢口道）開 | H2線尖沙咀（漢口道）開 | H2線尖沙咀（漢口道）開 | H2線尖沙咀（漢口道）開 | H2線尖沙咀（漢口道）開 | H2線尖沙咀（漢口道）開 | H2線尖沙咀（漢口道）開 | H2線尖沙咀（漢口道）開 |
| ---------------------- | ---------------------- | ---------------------- | ---------------------- | ---------------------- | ---------------------- | ---------------------- | ---------------------- | ---------------------- | ---------------------- | ---------------------- | ---------------------- | ---------------------- | ---------------------- | ---------------------- |
| 12:30                  | 13:00                  | 13:30                  | 14:00                  | 14:30                  | 15:00                  | 15:30                  | 16:00                  | 16:30                  | 17:00                  | 17:30                  | 18:00                  | 18:30                  | 19:00                  | 19:30                  |

## 收費
- 單程：$47.6（除中環天星碼頭外，本線設有半島酒店（漢口道）總站，付單程車資乘客必須於半島酒店重新繳付車費）
- 一天票：$250，可於同一日內無限次「隨上隨落」（Hop On Hop Off）乘搭本線

| - 本線設有12歲以下小童及65歲或以上長者半價優惠。 - 65歲或以上香港居民使用「樂悠咭」，以及12歲以下合資格殘疾兒童使用「殘疾人士身份」個人八達通繳付車資，均可享有每程$2.0或半價（以較低者為準）的票價優惠；12至64歲合資格殘疾人士使用「殘疾人士身份」個人八達通（包括「樂悠咭」），以及60至64歲香港居民使用「樂悠咭」繳付車資，均可享有每程$2.0或全費（以較低者為準）的票價優惠。 - 65歲或以上長者如使用長者或一般個人八達通繳付車資，則只可享有半價優惠；12至64歲合資格殘疾人士如不使用「殘疾人士身份」個人八達通，以及60至64歲人士如不使用「樂悠咭」繳付車資，必須繳付全費。 - 乘客須於每次登車時繳付車費或出示有效的「全日票」。 - 乘客可以現金或八達通付款，不設找續。 - 每位成人乘客可免費攜帶最多兩名4歲以下而不佔座位的兒童乘客乘車，超額之4歲以下小童必須繳付小童車費乘車。 - 九龍巴士、城巴及龍運巴士全職員工及家屬（不包括外判職員）可免費乘搭本路線，惟必須拍職員或職員家屬八達通。 - 乘客亦可使用AlipayHK「易乘碼」、支付寶、WeChatHK／微信支付「搭車碼」、銀聯雲閃付「乘車碼」及BOC Pay「乘車碼」、具有感應式支付功能的VISA、Mastercard及銀聯卡，以及Apple Pay、Google Pay及Samsung Pay流動支付平台繳付單程車資。乘客亦不能享有「公共交通費用補貼計劃」、「長者及合資格殘疾人士公共交通票價優惠計劃」及購買／使用「全日票」。 |

## 使用車輛
本線曾使用下層設有空調設備的2002年丹尼士三叉戟12米低地台雙層開篷巴士，已於2020年退役。現時本線使用3輛亞歷山大丹尼士Enviro 500（5550-5552）12米和9輛亞歷山大丹尼士Enviro 500 MMC（59903-59911）低地台雙層半開篷巴士。
當H1及H2兩線客量高企需要臨時加開班次或半開篷巴士未能提供服務時，巴士公司會租用非專利部的Enviro500 12米全開篷巴士（509xx）代替。

## 行車路線
H1

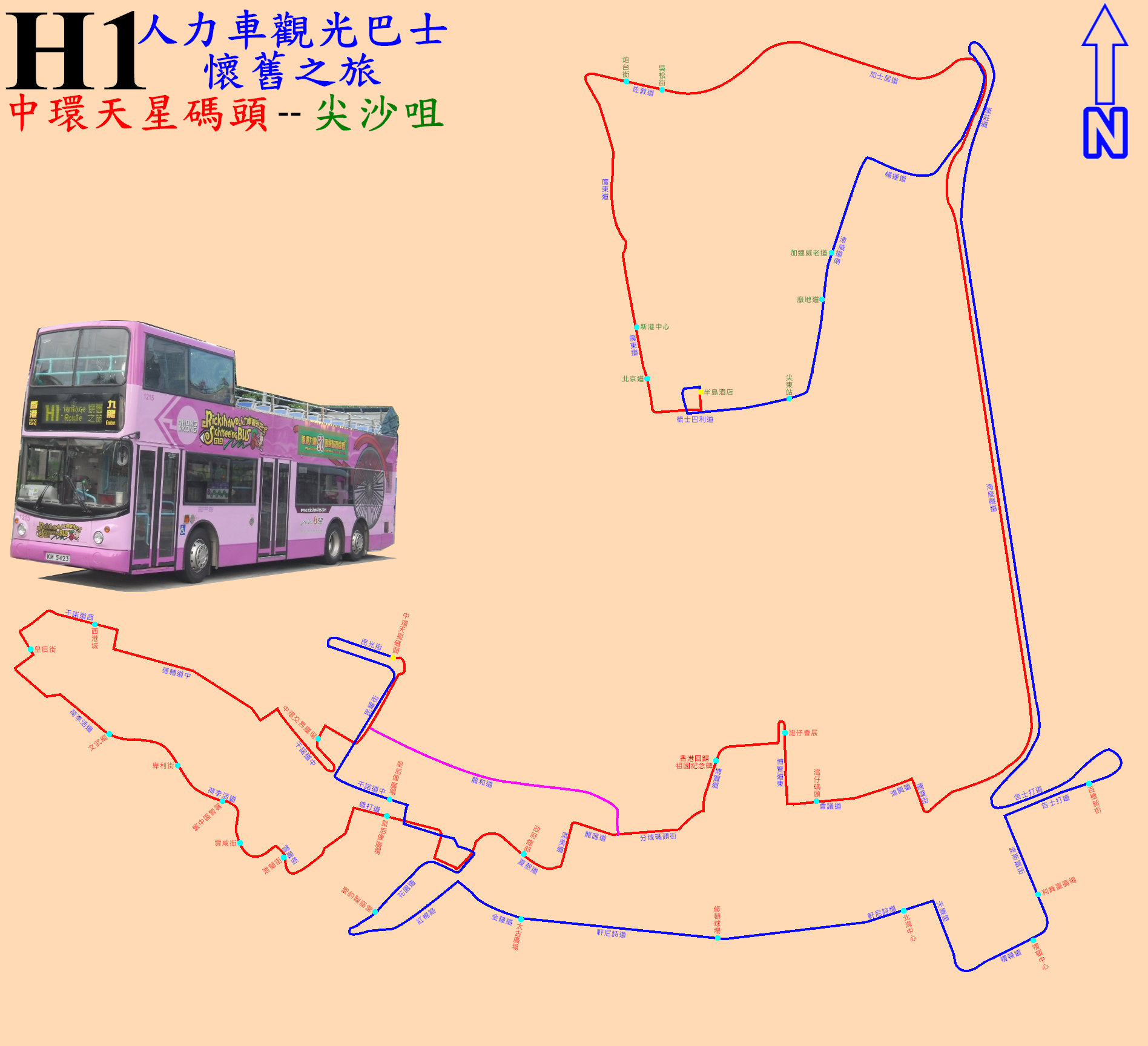
H1路線的走線圖，當中夜景班次往九龍方向駛經直接的走線以桃紅色表示

中環（天星碼頭）開經：民光街、民耀街、港景街、中環（交易廣場）巴士總站、干諾道中（東行）、干諾道中（西行）、干諾道西、德輔道西、皇后街、皇后大道西、荷李活道、雲咸道、雪廠街、遮打道、美利道、金鐘道、皇后大道東、摩理臣山道、天樂里、軒尼詩道、怡和街、銅鑼灣道、大坑道天橋、告士打道、杜老誌道、鴻興道、運盛街、紅磡海底隧道、康莊道（北行）、調頭支路、康莊道（南行）、梳士巴利道、尖沙咀天星碼頭公共運輸交匯處、梳士巴利道及漢口道。
逢星期日及公眾假期不經斜體字之路段，改經德輔道中後返回原線。
H2
尖沙咀（漢口道）開經：漢口道、中間道、九龍公園徑、梳士巴利道、彌敦道、亞皆老街、櫻桃街、連翔道、雅翔道、博物館道、柯士甸道西、廣東道、梳士巴利道、康莊道（北行）、調頭支路、康莊道（南行）、海底隧道、告士打道、杜老誌道天橋、杜老誌道、港灣道、分域碼頭街、龍合街、龍和道、民耀街及民光街。

### 沿線車站
H1
| 中環（天星碼頭）開 | 中環（天星碼頭）開 | 中環（天星碼頭）開           |
| 序號               | 車站名稱           | 位置                         |
| ------------------ | ------------------ | ---------------------------- |
| 1                  | 中環（天星碼頭）   | 中環（天星碼頭）巴士總站     |
| 2                  | 中環（交易廣場）   | 中環（交易廣場）巴士總站     |
| 3                  | 西港城             | 干諾道西                     |
| 4                  | 普仁街             | 荷李活道                     |
| 5                  | 文武廟             | 荷李活道                     |
| 6                  | 卑利街             | 荷李活道                     |
| 7                  | 大館               | 荷李活道                     |
| 8                  | 泄蘭街             | 雪藏街                       |
| 9＆                | 皇后像廣場         | 遮打道                       |
| 10                 | 金鐘站－統一中心   | 金鐘道                       |
| 11                 | 廈門街             | 皇后大道東                   |
| 12                 | 立德里             | 摩利臣山道                   |
| 13                 | 祟光百貨           | 軒尼詩道                     |
| 14                 | 灣仔海濱長廊       | 鴻興道                       |
| 15                 | 海底隧道巴士轉乘站 | 康莊道                       |
| 16                 | 星光大道           | 梳士巴利道                   |
| 17                 | 尖東站             | 梳士巴利道                   |
| 18                 | 香港文化中心       | 梳士巴利道                   |
| 19                 | 尖沙咀天星碼頭     | 尖沙咀天星碼頭公共運輸交匯處 |
| 20                 | 半島酒店           | 漢口道                       |

註：
- ＆：逢星期日及公眾假期不停遮打道「皇后像廣場」站，改停德輔道中「皇后像廣場」站。

H2
| 尖沙咀（漢口道）開 | 尖沙咀（漢口道）開 | 尖沙咀（漢口道）開       |
| 序號               | 車站名稱           | 位置                     |
| ------------------ | ------------------ | ------------------------ |
| 1                  | 半島酒店           | 漢口道                   |
| 2                  | 栢麗購物大道       | 彌敦道                   |
| 3                  | 九龍中央郵政局     | 彌敦道                   |
| 4                  | 雅蘭中心           | 彌敦道                   |
| 5                  | 戲曲中心           | 廣東道                   |
| 6                  | 北京道             | 廣東道                   |
| 7                  | 尖東站             | 梳士巴利道               |
| 8                  | 海底隧道巴士轉乘站 | 康莊道                   |
| 9                  | 伊利沙伯大廈       | 灣仔交匯處               |
| 10                 | 香港會議展覽中心   | 港灣道                   |
| 11                 | 中環（天星碼頭）   | 中環（天星碼頭）巴士總站 |

## 外部連結
- 人力車觀光巴士 （页面存档备份，存于）
- 新巴官方網站H1、H1A、H2線資料（PDF乳豬紙版） （页面存档备份，存于）